# Wilhelm Kohlbach
Wilhelm Kohlbach (ur. 7 maja 1896 w Chojnicach, zm. 11 lutego 1947 w Shugborough Park) – as lotnictwa niemieckiego Luftstreitkräfte z 5 potwierdzonymi  zwycięstwami w I wojnie światowej, generał Luftwaffe w czasie II wojny światowej.

## I wojna światowa
Wilhelm Kohlbach służył od początku I wojny światowej w 7 Pułk Grenadierów im. Króla Wilhelma I (1 Zachodniopruski) jako plutonowy do połowy lutego 1916 roku. Następnie został przeniesiony do 345 Pułku Piechoty skąd 5 czerwca 1916 roku został skierowany na szkolenie dla obserwatorów do Altenburga do Fliegerersatz Abteilung Nr. 1. Po ukończeniu szkolenia został przydzielony do Feldflieger-Abteilung 4, gdzie służył do początku grudnia 1916 roku. W końcu grudnia został przeniesiony do FAA255 (Fliegerabteilung 255 (Artillerie)), gdzie służył jako obserwator do końca czerwca 1917 roku.
Po zakończeniu szkolenia z pilotażu samolotów myśliwskich został skierowany do eskadry myśliwskiej Jagdstaffel 50. W jednostce odniósł swoje pierwsze zwycięstwo 28 czerwca 1918 roku.  W sierpniu został przeniesiony do Jagdstaffel 10 i do 10 października 1918 roku odniósł łącznie 4 zwycięstwa.
10 października 1918 roku w czasie lotu bojowego Fokker D.VII pilotowany przez Wilhelma Kohlbacha został staranowany przez amerykańskiego asa Wilbert Wallace White, który poległ w czasie ataku. Kohlbach przeżył i zaliczono mu piąte, ostatnie zwycięstwo powietrzne.
Po zakończeniu wojny 10 stycznia 1919 roku powrócił do swojej macierzystej jednostki  7 Pułku Grenadierów skąd 30 kwietnia został przeniesiony w stopniu porucznika do rezerwy.

## Okres międzywojenny i II wojny światowej
Na początku lat trzydziestych pełnił funkcję dyrektora Air-Transport-Company Ruhrgebiet AG, w Essen, następnie w lipcu 1934 roku wstąpił do Luftwaffe. Pełnił w niej wiele różnych funkcji. Był dowódcą różnych jednostek bojowych i szkoleniowych. 9 kwietnia 1945 roku dostał się do niewoli brytyjskiej. Przebywał w obozie jenieckim nr. 11 w Wielkiej Brytanii. We wrześniu 1946 roku został przeniesiony do obozu nr. 99 (obozu szpitala) gdzie przebywał do swojej śmierci 11 lutego 1947 roku. Zmarł na raka żołądka.

## Odznaczenia
- Krzyż Żelazny (1914) I Klasy
- Krzyż Żelazny (1914) II Klasy z okuciem ponownego nadania 1939
- Krzyż Honorowy za Wojnę 1914/1918 dla Frontowców